# Edward José (cantante)
José Edward Ramos Urriola (Ciudad de Panamá, Panamá, 28 de octubre de 2003); conocido por su Nombre artístico Edward José  es un cantante y compositor panameño.

## Biografía
Edward nació en la Ciudad de Panamá, Panamá en 2003. Siendo adolescente, el 1 de junio de 2018, lanzó su primer sencillo "Me Duele", producido por Kako Nieto. La canción contó con el apoyo del también panameño Rafa Moreno, quien se convirtió en su padrino.El 30 de noviembre del mismo año lanzó su segundo sencillo, titulado Bienhadado, sinónimo de suerte, canción que escribió para su madre.En agosto de 2019 se lanzó su tercer sencillo de estudio, "Ya No Sé", canción que estrenó en su presentación como artista invitado en la gala final del Miss Mundo Panamá el 20 de septiembre del mismo año. En 2020 incursionó en el género urbano, con una colaboración con el artista panameño, I Nesta, con su tema “Hagámonos Bien”, producido por el hondureño Danny Vallarosa.Desde el lanzamiento de su primer sencillo en 2018, Edward ha participado como artista invitado en innumerables programas, eventos sociales, escolares y deportivos; Galas de Miss Teen y Miss Adolescente, por nombrar algunas. Trabajó como actor, a los diez años. En 2014 actuó en la obra infantil " Peter Pan and the Lost Boys" con el papel protagónico de Peter Pan. Desde 2017 participa como talento en la empresa panameña de lucha libre, Global Wrestling Evolution.Edward José canta y compone todas sus canciones con su guitarra. A los nueve años compuso su primera canción

## Discografía
- 2018: “Me Duele”
- 2018: “Bienhadado"
- 2019: "Ya No Sé”
- 2020: "Hagámonos Bien”
- 2020: "Amor de Lejos”
- 2021: "Guerra de Besos”
- 2022: “On Repeat”
- 2023: “Lugares”
- 2023: "Hacerte Compañía"
- 2023: "Volver"

## Filmografía
| Año  | Título             | Personaje      |
| ---- | ------------------ | -------------- |
| 2024 | St. Vierja Academy | Toño (17 años) |